# Пагоюкайское староство
Пагоюкайское староство (лит. Pagojukų seniūnija) — одно из 12 староств Расейняйского района, Каунасского уезда Литвы. Административный центр — деревня Каулакяй.

## География
Расположено в центральной Литве, на Восточно-Жемайтском плато Жемайтской возвышенности, в северо-восточной части Расейняйского района.
Граничит с Шилувским староством на севере, Расейняйским — на западе, Бятигальским — на юге, Кракесским староством Кедайняйского района — на востоке, и Шаукотским староством Радвилишкского района — на севере, и Гринкишкским староством Радвилишкского района — на северо-востоке.

## Население
Пагоюкайское староство включает в себя 64 деревни.